# Cyrtosia opaca
Cyrtosia opaca is een vliegensoort uit de familie van de Mythicomyiidae. De wetenschappelijke naam van de soort is voor het eerst geldig gepubliceerd in 1846 door Loew.